# Instituto Brasileiro de Impermeabilização
O Instituto, fundado em abril de 1975, é uma entidade técnica sem fins lucrativos que tem como finalidade principal o estudo, a pesquisa, o desenvolvimento de produtos, serviços e do mercado de produtos químicos voltados para construção civil.
Nomeado o fórum nacional de normalização do setor, o IBI congrega em seu quadro associativo: aplicadores; distribuidores e revendedores de produtos; empresas de consultoria; fabricantes de produtos, matérias primas, componentes e acessórios; imprensa, institutos de pesquisa; órgãos públicos; sócios individuais; projetistas e universidades.
O IBI é administrado pelos próprios associados, através de um Conselho Deliberativo e de uma Diretoria Executiva, eleitos pelos sócios com mandato de dois anos. Também possui um Conselho Consultivo permanente, composto pelos ex-presidentes da entidade. Operacionalmente, o Instituto se estrutura através de um departamento administrativo supervisionado por um gestor executivo, sem vínculo empregatício com empresa filiada.
A sede social do IBI está localizada à Rua Major Sertório, 200, 9º andar, CJ. 901 – Centro – São Paulo (SP), compreendendo salas de reunião e secretaria.

Entre os principais serviços prestados pelo IBI, destacam-se:
A sede do IBI é, oficialmente, a sede das reuniões do CB 22. As reuniões desse Comitê vêm sendo realizadas, secretariadas, registradas e divulgadas pelo IBI, desde o início de 1994. O IBI também está em via de ser credenciado pela ABNT como uma ONS - Organização de Normalização Setorial, pelo fato de ter sido o responsável pela elaboração dos primeiros textos base que deram origem à maior parte das normas existentes, e também, por ser a única entidade a reunir em seu quadro associativo todos os segmentos diretamente envolvidos: Fabricantes, Aplicadores (prestadores de serviços) e Distribuidores (revendedores), o que confere legitimidade e imparcialidade na elaboração e aprovação de normas técnicas.

## Ligações Externas
Site do IBI